# Бірківська волость (Зіньківський повіт)
Бірківська волость — адміністративно-територіальна одиниця Зіньківського повіту Полтавської губернії з центром у містечку Бірки.
Станом на 1885 рік — складалася з 23 поселень, 6 сільських громад. Населення — 7861 осіб (3813 чоловічої статі та 4048 — жіночої), 1379 дворових господарств.
|                     | Площа, десятин | У тому числі орної, десятин |
| ------------------- | -------------- | --------------------------- |
| Сільських громад    | 7441           | 5496                        |
| Приватної власності | 4276           | 3725                        |
| Іншої власності     | 42             | 42                          |
| Загалом             | 11759          | 9263                        |

Основні поселення волості станом на 1885:
- Бірки — колишнє державне та власницьке містечко при річці Грунь за 18 верст від повітового міста, 2620 осіб, 520 дворів, 2 православні церкви, єврейський молитовний будинок, школа, постоялий двір, трактир, 2 постоялих будинки, 5 лавок, базари, водяний і 38 вітряних млинів, 3 маслобійних та селітряний заводи, 3 ярмарки на рік: вербний, вознесенський та 1 серпня.
- Лютенські Будища — колишнє державне та власницьке село при протоці Тарапунька, 3170 осіб, 629 дворів, 2 православні церкви, школа, богодільня, постоялий будинок, базари по суботах, 72 вітряних млини.
- Троянів — колишнє державне та власницьке село при річці Грунь, 420 осіб, 79 дворів, православна церква, 3 вітряні млини.

Старшинами волості були:
- 1900—1903 роках — Цюпа[2],[3];
- 1906—1907 роках — Біловол[4],[5];
- 1913—1916 роках — Олександр Артемович Коцегуб[6],[7],[8].